# Osip Mandelstam

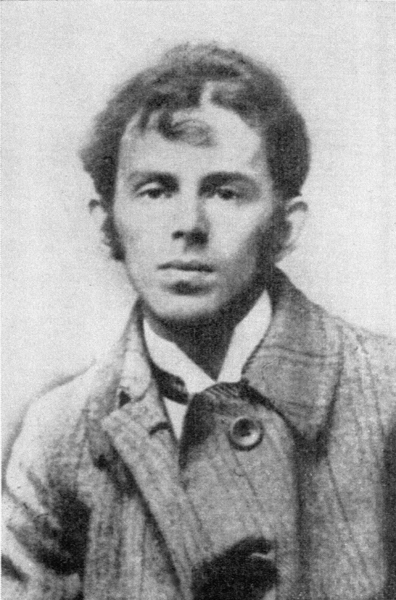
Osip Emiljevitsj Mandelsjtam

Osip Emiljevitsj Mandelstam of Mandelsjtam (Russisch: О́сип Эми́льевич Мандельшта́м) (Warschau, 15 januari 1891 - Vtoraja Retsjka nabij Vladivostok, 27 december 1938) was een Joods-Russisch dichter en essayist. Hij wordt beschouwd als een van de grootste Russische dichters van de twintigste eeuw. De Klassieke Oudheid en de Mediterrane wereld spelen in zijn schrijven een grote rol. Zijn werk was in de Stalin-tijd vrijwel onbekend buiten Rusland en mocht niet of slechts incidenteel gepubliceerd worden. Mandelstams essays en poëzie wordt samen met die van Innokenti Annenski, Anna Achmatova en Nikolaj Goemiljov, gerekend tot het Acmeïsme. De eerste gedichten van Mandelstam waren onpersoonlijk, maar later begon hij ook meer expliciet met de dichterlijke analyse van zijn eigen ervaringen, de geschiedenis en de actuele ontwikkelingen in politiek en samenleving.

## Leven en werk
Osip Mandelstam werd geboren in Warschau, dat toen nog onderdeel was van het Russische Rijk en groeide op in Leningrad. Zijn vader was een succesvol handelaar in leerproducten en zijn moeder was pianolerares. Beide ouders waren joods, maar niet erg praktiserend. Thuis werd Mandelstam onderwezen door gouvernantes en privéonderwijzers en toen hij oud genoeg was, stuurden zijn ouders hem naar de prestigieuze Tenisjev-school, waar hij van 1900 tot 1907 verbleef.
In 1907 reisde hij af naar Parijs en later naar Duitsland, waar hij van 1909 tot 1910 oude Franse literatuur bestudeerde aan de Universiteit van Heidelberg. Na zijn kortstondige studie in Duitsland reisde hij terug naar Rusland, waar hij van 1911 tot 1917 filosofie studeerde aan de universiteit van St. Petersburg. In 1921 trouwde hij met Nadjezjda Mandelstam. Zijn vrouw wist later, in de tijd dat publicatie vrijwel onmogelijk was geworden en geschreven teksten gevaarlijk waren, veel van de gedichten van haar man te bewaren voor het nageslacht door ze uit het hoofd te leren.

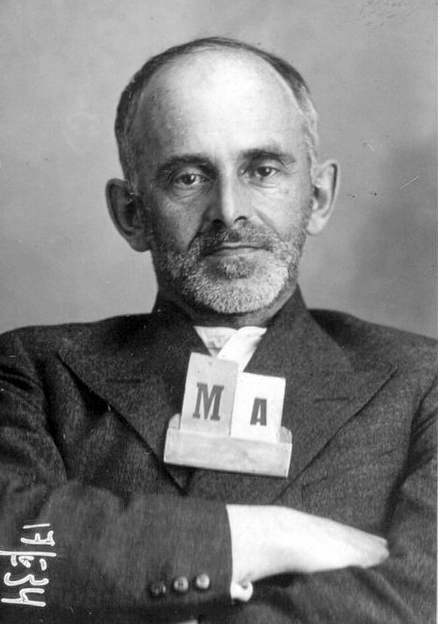
Mandelstam 1934

Mandelstam debuteerde in 1910 in het tijdschrift Apollon en in 1911 werd hij lid van het 'Dichtersgilde', waarin de acmeïsten verenigd waren. Als dichter verwierf hij faam met de gedichtenbundel Kamen (steen), die in 1913 verscheen. De onderwerpen van de gedichten in de bundel waren divers en liepen uiteen van muziek tot de architectuur uit de klassieke oudheid. Kamen werd gevolgd door de bundels Tristia (1922) en Stichotvorenija 1921-1925 (1928).
Naast zijn dichtwerk schreef hij tussen 1913 en 1935 essays. Eén daarvan, het Gesprek over Dante (1933) is in een Nederlandse vertaling uitgegeven (naast de oorspronkelijke tekst). Hij probeert daarin, aan de hand van de La divina commedia van Dante Alighieri, onder andere aan te tonen waarom de dichtkunst meer is dan de som van zijn delen. Bekende beelden daaruit zijn 'het duurzame tapijt geweven uit draden van water' en, om de veelzijdigheid en betekenisrijkdom van gedichten aan te geven, 'de oversteek van een brede rivier over Chinese jonken die allerlei verschillende kanten opvaren'.
Mandelstam ging echter gebukt onder armoede. Hij moest in zijn onderhoud voorzien met het schrijven van kinderboeken en het vertalen van werk van onder anderen Upton Sinclair, Jules Romains en Charles de Coster. Van 1925 tot 1930 schreef hij alleen maar proza. In 1930 maakte hij een reis naar Armenië, wat het laatste grote werk opleverde dat nog gepubliceerd werd tijdens zijn leven. Hij reisde door de meest afgelegen provincies van Armenië. Zogenaamd als journalist, om zijn vijanden, de machthebbers in Moskou, van zich af te houden, die hem verdachten van staatsondermijnende sympathieën.
Mandelstam werd in 1934 gearresteerd vanwege het gedicht "de heerser" dat Stalin als een persoonlijke belediging opvatte. In dit gedicht werd Stalin omgeschreven als "Kremlinbewoner uit de bergen, de wurger en boerendoder // zijn dikke vingers vet als wormen // en zijn woorden onwrikbaar als loden gewrichten // zijn kakkerlakkensnor lacht etc". (vert. Kees Verheul). Naar aanleiding van dit gedicht werd Mandelstam verbannen naar het plaatsje Tsjerdyn in de Oeral, maar na een zelfmoordpoging werd zijn verbanning verplaatst naar Voronezj. Zijn verbanning eindigde in 1937.
In 1938 werd hij weer opgepakt, wegens vermeende antirevolutionaire activiteiten en tijdens zijn ondervraging bekende hij een antirevolutionair gedicht geschreven te hebben.
Mandelstam werd veroordeeld tot vijf jaar in een werkkamp, maar lang voordat hij aankwam op zijn bestemming was hij al zo verzwakt, dat hij in een van de vele doorgangskampen bezweek.
Hij stierf in een Goelagkamp in Vtoraja Retsjka, in de buurt van Vladivostok, op 27 december 1938.
Mandelstam werd internationaal bekend en beroemd in 1970, toen zijn geschriften in het westen werden gepubliceerd. Mandelstams verhaal "De Egyptische postzegel" verscheen samen met autobiografische teksten in de gelijknamige bundel in 1978 bij Uitgeverij Van Oorschot in de reeks Russische Miniaturen. Zijn weduwe, Nadjezjda Mandelstam, publiceerde haar tweedelige memoires, waarin haar leven met Mandelstam in het tijdperk van Stalin in al zijn facetten uit de doeken werd gedaan.
Mandelstams Voronezj-gedichten, gepubliceerd in 1990, geeft het beste beeld van het verdere werk dat hij had willen schrijven als hij de Goelagarchipel had overleefd.
Joseph Brodsky noemde hem, in zijn rede bij de aanvaarding van de Nobelprijs voor Literatuur (1987), zijn grote leermeester.
De liefde tussen Nadjezjda en Osip Mandelstam werd in 2010 en 2015 gevierd door twee beelden; een in Sint-Petersburg en de ander in Amsterdam onder de titel Monument voor de liefde van Hanneke de Munck en Chatsjatoer Bjely, waarop een van Osips gedichten is geplaatst.

## Gedicht
Kinderboeken lezen, meer niet,

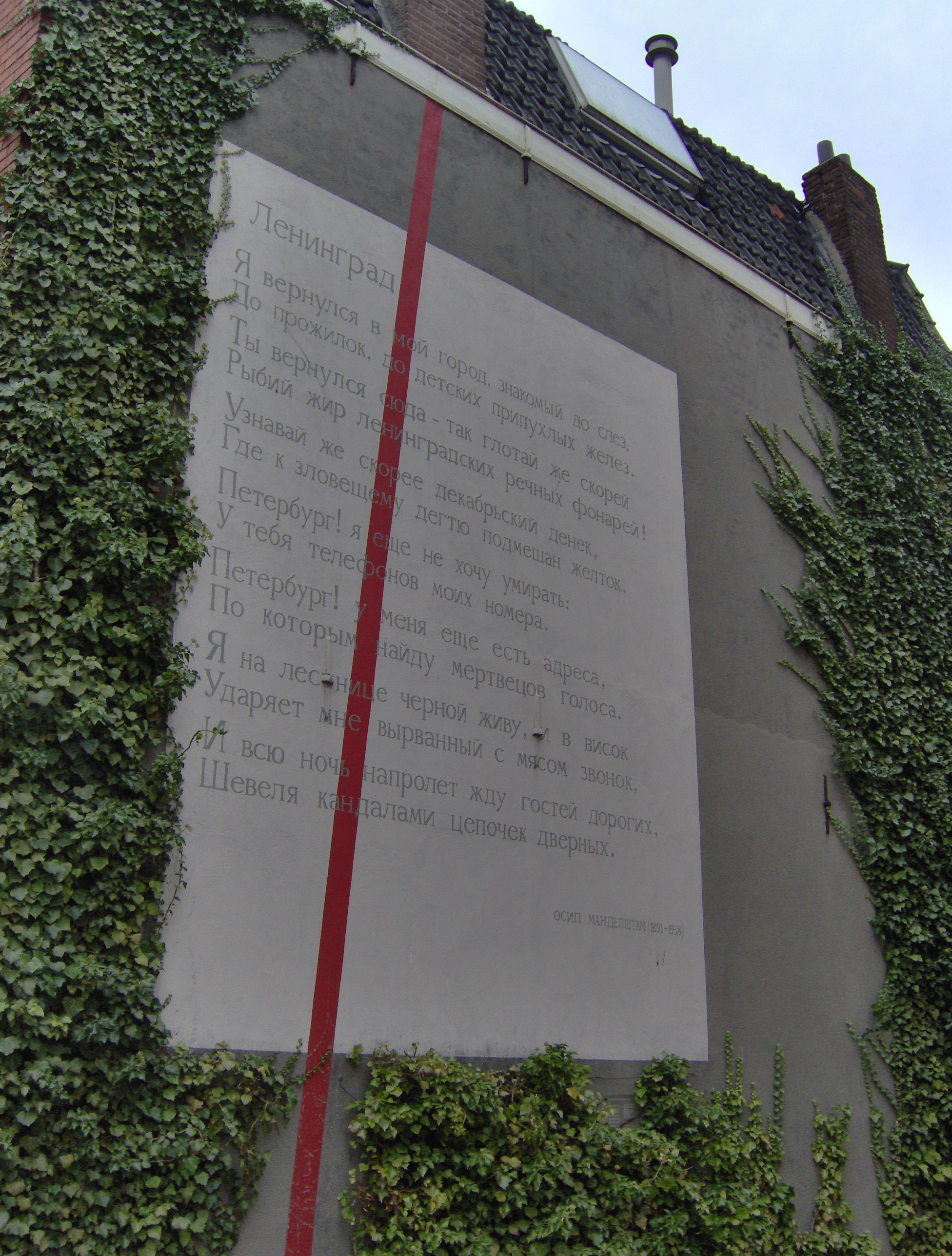
Het gedicht Leningrad van Osip Mandelstam op een muur in Leiden (Haagweg 29)

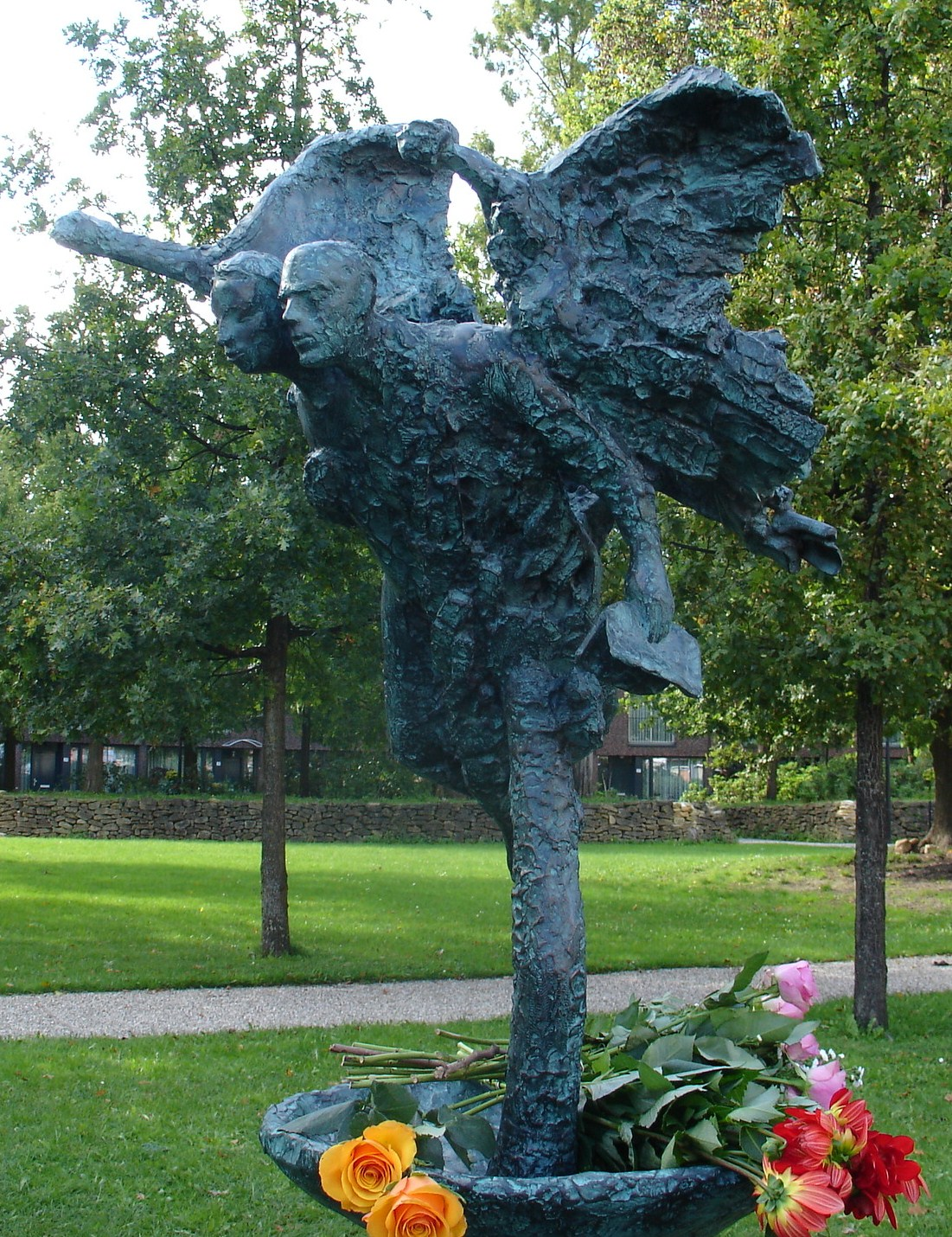
Bronzen kunstwerk van Hanneke de Munck en Chatsjatoer Bjely voorstellende Osip en Nadezjda Mandelstam, geplaatst in 2015

Slechts te denken in kindergedachten,

Het volwassen gedoe te verachten,

Op te staan uit een peilloos verdriet.
(vertaling Marja Wiebes en Margriet Berg)

## Publicaties van Osip Mandelstam in Nederlandse vertaling
- Osip Mandelstam: Gesprek over Dante, (vertaling: Peter Zeeman) Slavische Cahiers Nr. 32, Pegasus, Stichting Uitgeverij, oktober 2018. ISBN/EAN-nummer: 9789061434429.
- Monument voor de liefde - Osip en Nadezjda Mandelstam. Gelegenheidsuitgave naar aanleiding van onthulling gedenkbeeld in september 2015 in de Nadezjda Mandelstamstraat te Amsterdam. (Vertaling van zeven gedichten van Osip Mandelstam door Nina Targan Mouravi; daarnaast bijdragen van Willem G. Weststeijn, Hanneke de Munck, Pavel Nerler, Sietse H. Bakker), Pegasus Uitgeverij, Amsterdam, 2015. ISBN 978-90-614-3407-8
- Osip Mandelstam: Neem mijn verzen in acht: gedichten (vert. Margriet Berg e.a.). Amsterdam, Atlas, 2010. ISBN 978-90-450-1350-3
- Osip Mandelstam: Europa's tedere handen: gedichten, brieven, essays (vert. Nina Targan Mouravi). Amsterdam, Azazello, 2007. Met CD. ISBN 978-90-808825-5-3
- Šestoe čuvstvo = Het zesde zintuig: gedichten van Anna Achmatova, Nikolaj Goemiljov en Osip Mandelstam (vert. Marja Wiebes en Margriet Berg). Leiden, Plantage, 1997. ISBN 90-73023-51-3
- Osip Mandelstam: Reis naar Armenië (vert. Kristien Warmenhoven; inl. Bruce Chatwin) Houten, Het Wereldvenster, 1990. ISBN 90-269-4087-4
- Osip Mandelstam: Zwarte aarde - schriften uit Voronezj (vert. Miriam Van Hee en Peter van Everbroek). Leuven, Kritak, 1986. ISBN 90-6303-171-8
- Osip Mandelstam: Laatste brieven, 1936-1938 (vert. Yolanda Bloemen). Maastricht, Gerards & Schreurs, 1986. ISBN 90-70850-05-2
- Kwartet: Osip Mandelstam, Anna Achmatova, Marina Tsvetajeva en Boris Pasternak. (vert. Charles B. Timmer). Amsterdam, De Arbeiderspers, 1982. ISBN 90-295-4870-3
- Osip Mandelstam: De Egyptische postzegel (vert. T. Eekman en Ch. B. Timmer). Amsterdam, Van Oorschot, 1978. (Russische Miniaturen, deel 4. ISBN 90-282-0449-0 (2e druk, 1979, ISBN 90-282-0450-4)
- Osip Mandelstam: Wie een hoefĳzer vindt (en andere gedichten) (vert. Kees Verheul). Amsterdam, Van Oorschot, 1974. ISBN 90-282-0313-3 (2e, herziene en met essays vermeerderde uitgave, 1982, ISBN 90-282-0546-2)